# Torre Arias (metropolitana di Madrid)
Torre Arias è una stazione della linea 5 della metropolitana di Madrid.
Si trova sotto alla Calle de Alcalá in corrispondenza dell'incrocio con l'Avenida de Canillejas a Vicálvaro, nel distretto di San Blas-Canillejas.

## Storia
La stazione fu inaugurata nel 1980 nell'ambito dell'estensione della linea dalla stazione di Ciudad Lineal a quella di Canillejas.

## Accessi
Vestibolo Torre Arias
- Alcalá, impares (dispari): Calle de Alcalá s/n
- Alcalá, pares (pari): Calle de Alcalá 550 (angolo con Avenida de Canillejas a Vicálvaro)